# 異頜樸麗魚
異頜樸麗魚，為輻鰭魚綱鱸形目隆頭魚亞目慈鯛科的其中一種，分布於非洲維多利亞湖流域，棲息深度可達12公尺，體長可達11.3公分，棲息在沙底質水域，屬肉食性，以腹足類、昆蟲幼蟲等為食，生活習性不明。

## 擴展閱讀
維基物種上的相關：異頜樸麗魚